# (7112) Ghislaine
(7112) Ghislaine (1986 GV) – planetoida z pasa głównego asteroid okrążająca Słońce w ciągu 4,59 lat w średniej odległości 2,76 j.a. Odkryta 3 kwietnia 1986 roku.